# René Guiheneuf
 (septembre 2014).
Si vous disposez d'ouvrages ou d'articles de référence ou si vous connaissez des sites web de qualité traitant du thème abordé ici, merci de compléter l'article en donnant les références utiles à sa vérifiabilité et en les liant à la section « Notes et références ».
Pour les articles homonymes, voir Guiheneuf.
René Guiheneuf, dit « Bodinet », né à Pontchâteau en 1746 et mort à La Roche-Bernard le 15 mars 1793, est un chef insurgé de la Révolution française.

## Biographie et débuts dans l'insurrection paysanne
René Guiheneuf est maître de poste avant la Révolution.
En 1793, il prend la tête des paysans du canton de Pontchâteau. Il commande alors 400 insurgés avec lesquels il arrive devant Savenay.
Il repousse la gendarmerie de la localité et capture les émissaires de paix. Bientôt, ses effectifs augmentent pour atteindre 5 000 hommes. Avec ses forces, il attaque Savenay et repousse la garde nationale en faisant 65 prisonniers. Ses hommes délivrèrent trois prêtres réfractaires.

## Bataille de La Roche-Bernard et mort
Les insurgés de « Bodinet » arrivent devant La Roche-Bernard. La ville n'a pour sa défense que 115 à 200 gardes nationaux et la population n'est pas particulièrement patriote. Pour éviter le bain de sang, René Guiheneuf envoie deux parlementaires parmi les 6 000 de sa colonne. Les Républicains hissent le pavillon rouge pour faire signe de ne pas approcher. Le maire Joseph Sauveur, craignant que la population ne se joigne aux insurgés, accepte de se rendre. Chose rare : les Républicains laissent les insurgés dans la ville, qui se mêlent aux gardes nationaux et aux gendarmes. Soudain, le gendarme Rozier reconnaît Bodinet et fait feu sur celui-ci. Touché à mort à la tête, René Guiheneuf s'écroule en lâchant un cri terrible. Aussitôt, les insurgés reprennent les armes et gagnent la bataille. Sauveur et Le Floch sont exécutés. Les troupes insurgées sont reprises par Olivier Bernard, bras droit de Bodinet, mais il se montre hésitant et la plupart des paysans rentrent chez eux.
René Guiheneuf meurt à l'âge de 47 ans. Il est enterré à Pontchâteau. La ville de La Roche-Bernard est reprise par les forces du général Jean-Michel Beysser.